# Національний рух (партія)
Національний рух (пол. Ruch Narodowy) — ультранаціоналістична, націонал-консервативна, соціал-консервативна політична партія в Польщі, що виступає з євроскептичними та ісламофобними висловлюннями. З 2023 партію очолює політик і депутат польського Сейму Кшиштоф Босак.
Була заснована в 2012 році як організація, а в 2014 році зареєстрована як політична партія. Це частина Конфедерації свободи та незалежності, і наразі вона налічує 5 депутатів у Сеймі .  Це ультраправа політична партія, орієнтована на соціально-консервативні та мілітаристські позиції.

## Збори національного конгресу
В 2012 заснована як організація. 8 червня 2013 року у Варшаві відбувся Перший з’їзд Національного руху. Почесним гостем конгресу був Рафал Земкевич. Представники груп є співтворцями руху та підписали декларацію ідейного Національного руху.
Другий Конгрес Національного руху відбувся 3 травня 2014 року у Варшаві. Почесними гостями конгресу були Лєшек Жебровський, Станіслав Міхалкевич і Мартон Дьондьоші з угорської партії Jobbik.  Також список гостей включав інших міжнародних союзників партії: Роберто Фіоре з Forza Nuova ( італ. New Force)' та лідери іспанської Національної демократії . З'їзд ухвалив такі вимоги програми: 

## Ідеологія
Національний рух займає ультраправу позицію в політичному спектрі.  Її описували як ультранаціоналістичну    польську націоналістичну   та націонал-консервативну партію.  Він явно соціально-консервативний  і має мілітаристські тенденції.  Він також висловив жорсткі євроскептичні настрої.  

## Участь у виборах

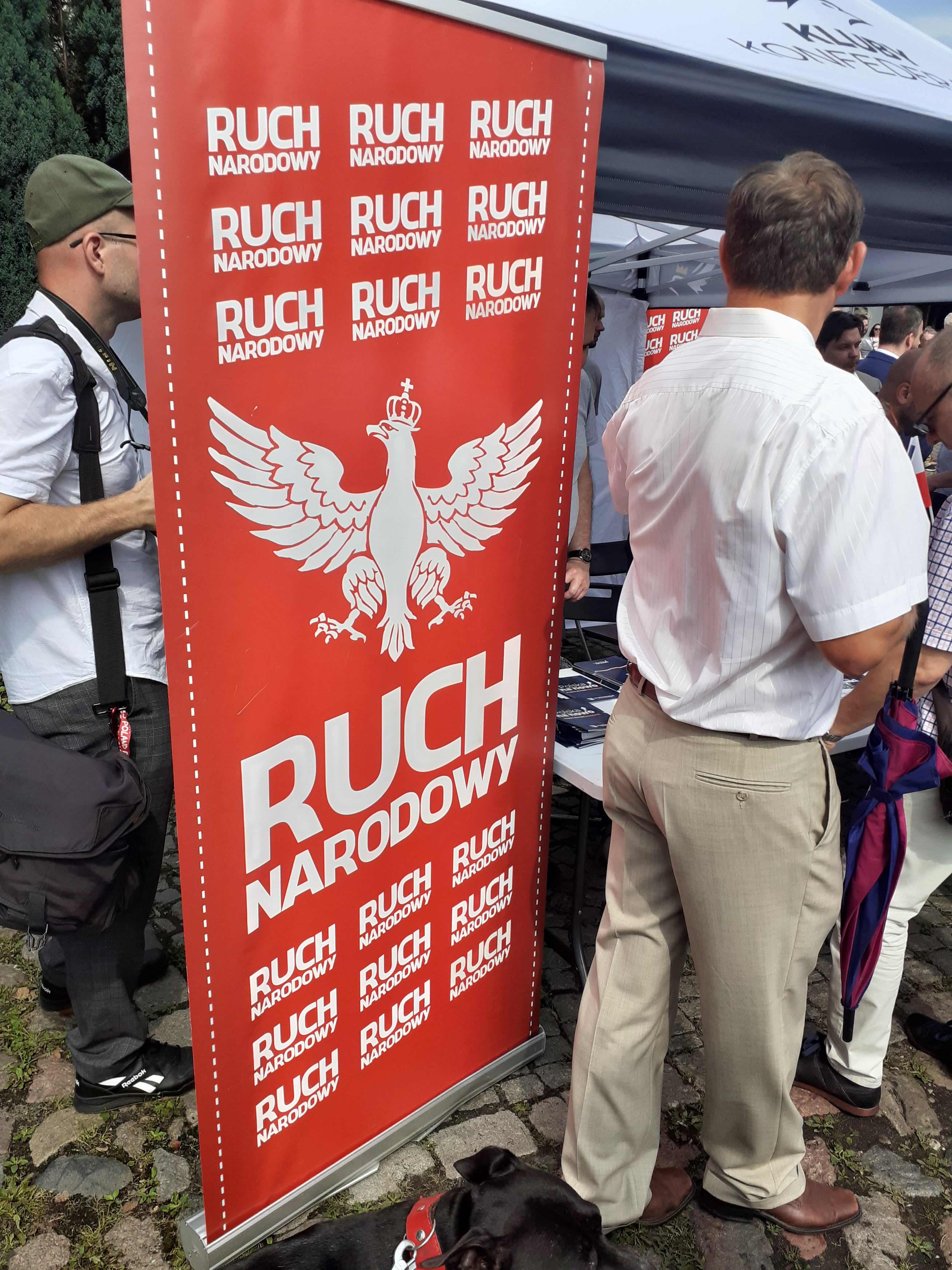
Національний рух.

### Проміжні вибори в Сенат у 2014 році
На додаткових виборах до округу № 47 Сенату 7 вересня 2014 року кандидат від Національного руху Кшиштоф Босак набрав 6,42% голосів, що поставило його на 3 місце з 6 кандидатів. 

### Президентські вибори 2015 року
На президентських виборах у Польщі в 2015 році партія висунула кандидата Маріана Ковальського, оглядача та бодібілдера. Він вибув у першому турі, набравши лише 77 630 голосів, що становить 0,52% голосів.  

### Парламентські вибори 2015
На парламентських виборах 2015 року «РН» співпрацювала з «Кукіз'15», п'ять із 42 місць у якому посіли представники «Національного руху».  У квітні 2016 року керівництво Національного руху вирішило вийти з руху Кукіза, але вказівку партії виконав лише один депутат . Ті, хто залишився в Кукіз'15, створили асоціацію "Національна демократія" (Endecja) разом з кількома іншими депутатами Кукіз'15. 

### Парламентські вибори 2019
На виборах 2019 року Національний рух продовжував бути частиною Конфедерації, а коаліція була однією з п’яти виборчих комітетів із кандидатами в усіх виборчих округах. Цього разу вони пройшли до Сейму, набравши 6,81% голосів. До складу коаліції увійшли 11 депутатів, з яких 5 від Національного руху.

### Президентські вибори 2020 року
На майбутніх президентських виборах у Польщі у 2020 році Конфедерація провела праймеріз . Віце-голова Кшиштоф Босак брав участь у праймеріз як кандидат від Національного руху.  Він переміг на праймеріз і був висунутий Конфедерацією 18 січня 

## Результати виборів

### Сейм
| Вибори   | голосів                                               | %        | ранг | Сидіння |
| -------- | ----------------------------------------------------- | -------- | ---- | ------- |
| 2015 рік | 1 339 094                                             | 8,8 (№3) | 3-й  | 5 / 460 |
| 2015 рік | У складі Kukiz'15, який загалом отримав 42 місця.     |          |      |         |
| 2019 рік | 1 256 953                                             | 6,8 (№5) | 5-й  | 5 / 460 |
| 2019 рік | У складі Конфедерації, яка загалом отримала 11 місць. |          |      |         |

### Президентський
| Вибори   | Кандидат           | 1 раунд                     | 1 раунд                           | 2 раунд                     | 2 раунд                           |
| Вибори   | Кандидат           | Кількість загальних голосів | % від загальної кількості голосів | Кількість загальних голосів | % від загальної кількості голосів |
| -------- | ------------------ | --------------------------- | --------------------------------- | --------------------------- | --------------------------------- |
| 2015 рік | Мар'ян Ковальський | 77 630                      | 0,52 (№9)                         |                             |                                   |
| 2020 рік | Кшиштоф Босак      | 1 317 380                   | 6,78 (№4)                         |                             |                                   |